# 德奥多鲁赛道
德奥多鲁赛道（葡萄牙语：Autódromo de Deodoro）是一条位于巴西里约热内卢的赛道。赛道仍处于设计阶段，它将建在德奥多鲁社区附近，以取代在2012年因为准备2016年奥林匹克运动会而拆除的内尔松·皮盖国际赛道。